# Венигн Мальчезинский
Венигн Мальчезинский (итал. San Benigno di Malcesine; VIII — IX век) — святой отшельник Мальчезинский. День памяти — 26 июля.
Почитание святого Венигна и его товарища, святого Каро сосредоточено преимущественно в городе Мальчезине и на высоком берегу Озера Гарда, и связано с историей Вероны и святого Зенона Веронского.
Мощи святых почивают в церкви Святого Стефана в Мальчезине, где в 1314 году они были помещены в новую часовню епископом Тибальтом. Первые исторические свидетельства о святых восходят к IX веку. В Кассоне находится церковь, посвящённая святым. Там же на месте скита, где они жили между VIII и IX веками, находится церковь, посвящённая св. Зенону.
О житии святых остались как исторические свидетельства, так и легенды. Из исторических свидетельств выделяют отношения святых с посещавшим их королём Пиппином Итальянским и перенесением мощей св. Зенона 21 мая 807 года.